# Bloom (Wisconsin)
Bloom – miasto w Stanach Zjednoczonych, w stanie Wisconsin, w hrabstwie Richland.